# Marianów (Suchodębie)
Marianów – część wsi Suchodębie w Polsce, położona w województwie łódzkim, w powiecie kutnowskim, w gminie Łanięta.
W latach 1975–1998 Marianów należał administracyjnie do województwa płockiego.